# Lijst van Europarlementariërs voor de PVV
Een overzicht van alle (voormalige) leden van het Europees Parlement namens de Partij voor de Vrijheid (PVV).
| Europees Parlementslid  | Begindatum        | Einddatum         |
| ----------------------- | ----------------- | ----------------- |
| Rachel Blom             | 16 juli 2024      |                   |
| Louis Bontes            | 14 juli 2009      | 17 juni 2010      |
| Ton Diepeveen           | 16 juli 2024      |                   |
| Marieke Ehlers          | 16 juli 2024      |                   |
| André Elissen           | 13 juni 2017      | 1 juli 2019       |
| Marcel de Graaff        | 1 juli 2014       | 1 juli 2019       |
| Marcel de Graaff        | 1 februari 2020   | 20 januari 2022   |
| Lucas Hartong           | 22 juni 2010      | 1 juli 2014       |
| Hans Jansen             | 1 juli 2014       | 5 mei 2015        |
| Patricia van der Kammen | 27 september 2012 | 1 juli 2014       |
| Sebastian Kruis         | 16 juli 2024      |                   |
| Barry Madlener          | 14 juli 2009      | 20 september 2012 |
| Vicky Maeijer           | 1 juli 2014       | 15 maart 2017     |
| Laurence Stassen        | 14 juli 2009      | 21 maart 2014     |
| Daniël van der Stoep    | 14 juli 2009      | 1 september 2011  |
| Daniël van der Stoep    | 15 december 2011  | 15 december 2011  |
| Sebastiaan Stöteler     | 16 juli 2024      |                   |
| Olaf Stuger             | 1 juli 2014       | 1 juli 2019       |
| Auke Zijlstra           | 13 september 2011 | 1 juli 2014       |
| Auke Zijlstra           | 7 september 2015  | 1 juli 2019       |
| Auke Zijlstra           | 16 juli 2024      |                   |